# サタデーミュージックカウントダウン
サタデーミュージックカウントダウンは2018年11月3日からKBCラジオで放送の生ワイド音楽番組である。ここでは前身番組の「KBCミュージックカウントダウン」「KBCサンデーミュージックカウントダウン」「KBCサタデーミュージックカウントダウン」も記載する。

## 概要

### サタデーミュージックカウントダウン（第2期時代、2018年11月から）
- 2018年11月3日から、『サタデーミュージックカウントダウン』というほぼ同じタイトルで、土曜日の13:00-17:00に放送枠を設け、2010年10月改編で終了して以来、8年1か月ぶりに復活した[1][2]。KBCラジオで本格的な生ワイド音楽番組としては2013年10月から2014年3月までのナイターオフ期に放送された『スマラジM』以来となる。
- この番組のコンセプトは『家族みんなで楽しめるランキング形式の音楽番組』である[3]。
- 2025年4月5日から、番組タイトルを『サタカン Wonderland』に変更され、パーソナリティもルーシーとコガ☆アキの女性コンビに変更される[4]。

### サタデーミュージックカウントダウン（第1期時代、2008年10月から2010年10月まで）
- 内容は今週と過去のベスト20（もしくはベスト30）の発表とアーティストのライブ・コンサート情報、新曲紹介、特集やリクエストやメッセージなどである。
- KBCの邦楽のチャート（ランキング）を紹介する番組である。（KBCでは他に洋楽のチャートを紹介するKBC 今週のポピュラーベスト10や、若者向け・インディーズ等のランキング紹介するKBCラジオ カットラ!等の音楽番組があった。)
- 2010年10月2日の放送をもって、前身番組の期間を含めると、9年間の歴史に一旦幕を閉じた。番組の後枠は平日から移動してきた「BLUE RIVERのVERO②VA」だった。

### サンデーミュージックカウントダウン時代
- 形式上は7時間以上の番組だったが実質はフロート番組として内包されるダイナミックホークス実況中継やサンデー競馬中継 みんなの競馬などが挿入されるため短くなる。
- その為番組開始時からを「第1部」、野球中継や競馬中継終了後16時以降を「第2部」と分けて扱っていた。また日曜日にホークスのナイトゲームがある時は、ナイター中継の為通常日曜夜に放送される番組が16時台から時間帯変更して放送されることにより、第1部のみの「短縮版」として15時で番組終了する場合もあった。
- 2006年3月までは、パーソナリティが2人体制だったので、片方が今週のランキング・もう片方が過去のランキングと交互に発表・曲を流していたが、2006年4月以降はパーソナリティが馬場の一人体制になり、第1部で今週のランキング・第2部で過去のランキングという形で進行するケースが多くなった。

### ミュージックカウントダウン時代
- 当初は「KBCミュージックカウントダウン」と題した加藤暁がパーソナリティを務める番組が不定期に深夜枠で放送されていたが、2001年プロ野球オフシーズンより土曜の夕方に移行し、そして2004年より日曜昼間に移動した。（2008年10月に再び土曜夕方に戻った）

## パーソナリティ

### 現在
- ルーシー（2025年4月 - ）
- コガ☆アキ（2025年4月 - ）

### 過去
- 和田安生（2006年3月まで）
- 倉田恵美（2006年3月まで）
- 岩淵梢（2005年3月まで）
- 加藤暁
- 伊藤有里子
- 太田祐輔（? - 2004年3月・2008年10月 - 2009年3月）
- MASAKI（2009年4月 - 2010年10月）
- 馬場阿紀子（2006年4月 - 2010年10月）
- こだマン（2018年11月 - 2025年3月）
- 真璃子（2018年11月 - 2025年3月）

## 放送時間
プロ野球シーズン
- 土曜日:13:00 - 19:00（2019年4月-　原則としてペナントレース・クライマックスシリーズ開催期間中）
プロ野球シーズン中はKBCダイナミックホークス実況中継をフロートコーナーとして、当該試合開始予定5分前～同3時間後を基本として試合終了まで内包するが、試合開始時間によっては単独放送とし、当番組を短縮扱いすることもある。なお2023年度からは週末のホークス戦の中継は原則としてホームゲームに限定しての放送となったため、ビジターで行われる場合はスタジオからのフルバージョンを放送する。その一例として以下に示す。
  - 13:00プレイボール時はダイナミックホークス終了後（基本枠16:00） - 19:00
14:00プレイボール時は13:00 - 13:55/ダイナミックホークス終了後（基本枠17:00） - 19:00の二部構成
18:00プレイボール時は13:00 - 17:55

※この場合で雨天中止などにより試合が行われなかった場合でも、デーゲーム中継に協賛するスポンサー各社は当該時間帯においてそのままCMを提供する。

プロ野球シーズンオフ
- 土曜日:13:00 - 18:00（2019年10月-）
2024年10月26日と11月2日は2024年の日本シリーズ「ソフトバンク対DeNA」を放送する都合上、試合延長時を考慮し、通常は22:00-23:00に放送される『キテマスK』を16:55-17:55に前倒して放送する都合で16:55までの短縮放送として設定した。前者はこの通りだったが、後者は夕方から豪雨予報が出ており早い段階で順延となったため、『キテマスK』の繰り上げ放送はそのままで、急遽18時台（17:55-19:00）の放送が追加された。

### 過去の放送時間
- 「KBCサタデーミュージックカウントダウン」（第2期）時代
  - 土曜日:13:00 - 17:00（2018年11月 - 2019年3月）

- 「サタデーミュージックカウントダウン」時代（第1期）時代
  - 土曜日：21:00 - 22:55(JST)（2009年4月 - 2010年10月2日）

※ プロ野球のナイトゲームの予定がない場合には、文化放送の「ビッグサウンズスペシャル」をネットせずに本番組を17:57からの拡大版として放送したこともあった
  - 土曜日：18:00 - 21:00(JST)（2008年10月 - 2009年3月）

- 「KBCサンデーミュージックカウントダウン」時代
  - 日曜日：11:30 - 17:50(JST)（2008年7月 - 2008年9月）
  - 日曜日：11:00 - 17:10(JST)（2007年11月 - 2008年6月）
  - 日曜日：11:00 - 17:45(JST)（2006年10月 - 2007年11月）
  - 日曜日：11:00 - 18:00(JST)（2006年4月 - 2006年9月）
  - 日曜日：10:30 - 18:00(JST)（2005年10月 - 2006年3月）
  - 日曜日：10:30 - 18:30(JST)（2005年4月 - 2005年9月）
  - 日曜日：11:00 - 18:00(JST)（2004年10月 - 2005年3月）

※いずれのパターンとも、4-10月の福岡ダイエーホークス→福岡ソフトバンクホークスが関与するデーゲームが開催される場合、試合開始2分前～15:00と16:00～試合終了まで「KBCダイナミックホークス実況中継」を、15:00～16:00は野球の有無に関係なく「みんなの競馬」をコーナーとして内包した。

- 「KBCミュージックカウントダウン」時代
  - 土曜日：23:25 - 23:55(JST)（2004年4月 - 2004年9月）
  - 土曜日：18:00 - 21:00(JST)（2001年10月 - 2004年3月）